# Distretto di Pocohuanca
Il distretto di Pocohuanca è un distretto del Perù nella provincia di Aymaraes (regione di Apurímac) con 1.158 abitanti al censimento 2007 dei quali 606 urbani e 552 rurali.
È stato istituito l'8 ottobre 1951.